# Giuseppe Negri
Giuseppe Negri PIME (ur. 18 września 1959 w Mediolanie) – włoski duchowny katolicki pracujący w Brazylii, biskup Santo Amaro od 2015.

## Życiorys

### Prezbiterat
7 czerwca 1986 otrzymał święcenia kapłańskie jako członek Instytutu Papieskiego dla Misji Zagranicznych. Po święceniach wyjechał do Brazylii i pracował w seminarium Instytutu. W latach 1999–2002 przebywał w Monza, zaś w 2002 powrócił do Brazylii i został wykładowcą w São Paulo, zaś w 2004 wybrano go wiceprowincjałem południowobrazylijskiej prowincji Instytutu.

### Episkopat
14 grudnia 2005 został mianowany biskupem pomocniczym archidiecezji Florianópolis, ze stolicą tytularną Puppi. Sakry biskupiej udzielił mu 5 marca 2006 ówczesny metropolita Florianópolis - arcybiskup Murilo Krieger.
18 lutego 2009 został mianowany biskupem diecezji Blumenau.
29 października 2014 papież Franciszek mianował go biskupem koadiutorem diecezji Santo Amaro. 2 grudnia 2015 przejął rządy w diecezji po przejściu na emeryturę poprzednika.